# Sadovi (Mostovskói, Krasnodar)
Sadovi (del ruso: Садовый) es un jútor del raión de Mostovskói del krai de Krasnodar, en el sur de Rusia. Está situado en la orilla derecha del río Jodz, afluente del Labá, de la cuenca del Kubán, en el límite septentrional del Gran Cáucaso, 5 km al sudoeste de Mostovskói y 157 km al sudeste de Krasnodar, la capital del krai. Tenía 93 habitantes en 2010.
Pertenece al municipio Mostovskoye.